# 타나토노트
《타나토노트》(프랑스어 원제: Les Thanatonautes)는 프랑스의 소설가 베르나르 베르베르의 장편소설이다. 이 소설의 제목 “타나토노트”(Thanatonautes)는 영계 탐사단이라는 의미로, 죽음을 의미하는 그리스어 Thanatos와 항해자를 뜻하는 nautes를 합성하여 만들어진 단어이다. 소설에서, 2060년대에 이르러 인류는 육신과 영혼을 분리하는 방법을 개발하게 되어 사후세계, 즉 영계를 방문했다가 다시 육신으로 안전하게 돌아오는 방법을 알아내게 된다. 이렇게 목숨을 걸고 영계를 탐험하는 사람들을 “타나토노트”라고 부르며, 이 소설은 미카엘 팽송과 라울 라조르박 등 초창기 타나토노트들의 관점에서 전개되고 있다.
이 소설은 흥미진진한 스릴러로서, 시도를 거듭함에 따라 영계의 비밀이 하나씩 밝혀지는 과정과 천국을 차지하려는 각 종교 간의 전투, 그리고 단 한 번도 시도된 적 없었던 종교간 화합의 장면에서 전율을 느끼게 하며, 마지막의 “제7 천국”, 또는 “백색계”라고 불리는 곳에 도달함으로써 대단원을 맞이한다.
소설 《타나토노트》에서 묘사된 천국은 총 7단계로 구성되어 있으며, 각 천국들의 세부적인 특성은 베르나르 베르베르의 상상력을 통해 충분히 깊고 의미심장하게 묘사되었다. 7단계로 구성된 천국의 구조와 백색계의 모습 등은 이집트 신화나 히브리 신화, 그리스 신화, 코란, 성경, 불교, 티베트 신화, 요가 등의 고대 전승에서 비유적으로 묘사되고 변형된 기록을 바탕으로 하여 베르베르가 창조한 것들이다. 특히 이 소설 속에서는 프랑시스 라조르박이 저술했다고 설정된 〈죽음에 관한 한 연구〉가 소설의 플룻과 교차되며 등장한다. 이것은 고대의 종교적인 전승과 기록 들을 소개하고 있는 것으로써, 각각의 종교들이 말하는 바는 유사하며 제각각의 비유적인 방법으로 표현되었다. 어떤 이유로 프랑시스 라조르박은 그의 〈죽음에 관한 한 연구〉만을 남긴 채로 자살하며, 그것은 그의 아들인 라울 라조르박으로 하여금 천국에 대한 탐사를 시작하게 한 원동력이 되었다.
베르베르는 특히 자신의 작품 중 가장 애착이 가는 작품이 《타나토노트》이며, 가장 현대적이며 대담하며 독창적이라고 말했다. 이 소설은 영혼의 진화를 탐구하는 베르베르의 출발점이 된 작품으로, 주요 주인공인 미카엘 팽송과 라울 라조르박, 프레디 메예르 등은 후속작인 《천사들의 제국》과 《신》에서 다시금 등장한다.

## 구성
총 3부로 나뉘어 〈제1기 - 암중모색의 시기〉, 〈제2기 - 개척자들의 시기〉, 〈제3기 - 깨달은 이들의 시기〉로 구성되었으며, 대한민국에서는 2부를 반토막내어 1권(ISBN 978-89-329-0320-0)과 2권(ISBN 978-89-329-0071-7 {{isbn}}의 변수 오류: 유효하지 않은 ISBN.)으로 나뉘어 출판되었다.

## 언론의 평가
《타나토노트》는 출간되자 마자 프랑스의 언론들로부터 큰 찬사를 받았다.
| “ | 베르베르는 경이로운 상상력을 구사한다. 그는 《타나토노트》를 통해 환상의 세계로, 탁월한 공상 과학의 세계로 우리를 이끌고 있다. | ” |
|   | — 《라 쉬스》 |   |

| “ | 무한한 상상의 세계로 밤을 꼬박 세우게 만드는 놀라운 마력을 지닌 소설. | ” |
|   | — 《VSD》                                                             |   |

| “ | 베르나르 베르베르는 별난 사람이다. 《개미》라는 소설로 온 세계를 뒤흔들어 놓더니, 이제 죽음의 문을 활짝 열어 보임으로써 또 한번 온 세계를 사로 잡는다. | ” |
|   | — 《르 뷔엥 퓌블릭》 |   |

| “ | 이 소설은 우상 파괴적이며, 특유의 익살이 곳곳에 숨어 있는 기상천외한 소설이다. | ” |
|   | — 《르 도피네 리베레》                                                         |   |

## 줄거리 요약

### 암중 모색의 시기
소설. 《타나토노트》는 미카엘 팽송의 관점에서 전개되며, 그가 어린 시절부터 시작하여 타나토노트들의 서사시를 회상하는 방식으로 이야기가 시작된다. 어린 미카엘은 친척들의 장례식에 참가하거나 텔레비전 등을 통해서 죽음에 대해서 인식하였다. 미카엘이 보기에는 누군가가 죽고 나면 모두들 그를 칭송했으며, 죽음이 그의 모든 죄를 씻어 주는 것 같았다. 미카엘은 삼촌의 장례식날 페르 라셰즈 묘지에서 라울 라조르박을 처음으로 만났으며, 그 뒤로 라울과 미카엘은 항상 그곳에서 만났다. 그들은 항상 죽음과 고대의 신화에 대해 이야기했다. 미카엘은 자기보다 한 살 많았던 라울로부터 많은 것을 배웠고, 그를 자신의 스승으로 여겼다.
그러다가 라울이 다른 곳으로 이사하게 되어 그들은 오랜 세월동안 만나지 못했다. 그 동안 18세에 미카엘은 의사가 되기로 결심하여 마취와 소생법을 전공했으며, 라울이 미카엘에게 다시 나타난 것은 그가 32세 때였다. 아직까지 죽음에 대해 큰 관심을 가지고 있던 라울은 이미 국립 과학 연구소의 생물학자가 되었고, 마르모토의 동면 현상에 대해 연구하고 있었다. 라울은 마르모토를 인공적으로 더욱 깊게 동면에 빠져들게 할 수 있었으며 그것은 인간이 코마 상태에 빠져드는 것과 유사했다.
한편 그때 프랑스의 장 뤼생데르 대통령에게 암살 사건이 벌어졌다. 뤼생데르는 거의 죽었고 그의 영혼은 육신에서 빠져나왔다. 그는 영계의 일부분을 보았으며 다른 죽은 자들과 함께 그곳을 향해 날아가고 있었다. 그러나 의사들은 그의 흉곽을 열고 이미 멈춰버린 심장에 충격을 가하여 강제로 대통령을 살려냈으며, 대통령은 영계에 대한 기억을 간직한 채 지상에 돌아온다. 그 후로 뤼생데르는 사후 세계의 존재를 믿었으며, 죽음의 신비를 알아내고자 마음먹었다.
대통령의 명령을 받은 과학부 장관 메르카시에는 마르모토의 동면에 관한 라울의 논문을 읽고 그에게 사후 세계에 관한 연구를 제안한다. 이로써 라울과 간호사 아망딘 발뤼스, 그리고 실험대상을 자원한 플뢰리 메로지 교도소의 수감자 몇 명으로 이루어진 연구팀이 생겨났으며, 처음에 망설였던 미카엘도 곧 합류한다. 이들은 처음에 교도소의 지하에서 은밀하게 실험을 진행하였다. 라울에 의해 “타나토노트”라는 신조어가 만들어졌고, 미카엘에 의해 몸에 화학 약품을 투여하여 서서히 코마 상태에 이르게 하는 장치가 개발되었다. 그러나 이 실험은 123명이라는 많은 희생을 낳았다. 문제는 돌아올 가능성이 아직 남아 있을 때 타나토노트들이 자발적으로 귀환을 선택하지 못한다는 것이었다. 이 문제는 “최초의 살아돌아온 타나토노트”인 펠릭스 케르보스에 의해 해결되었다. 살아서 지상으로 돌아온다면 그의 형기 중 80년을 감형해주겠다는 약속이 그로 하여금 살아야할 이유가 되었고, 그는 지상으로 돌아왔다. 이로써 영계 탐사의 개척자들은 희망을 얻게 되었다.
그러다가 교도소장의 폭로로 이 “살인 사건”들이 알려졌으며, 이로 인해 대통령과 초기 영계 탐사의 개척자들은 국민들로부터 엄청난 비난을 받게 된다. 그러나 영계 탐사의 개척자들은 이 모든 여론을 정면 돌파했다. 대통령은 자기들이 사람을 저승으로 보냈다가 다시 귀환시키는데 이미 성공했으며, 국회의사당 앞에서 다시 그 실험을 해보이겠다고 약속을 했다. 과학자와 의사, 그리고 마술사로 이루어진 전문가가 보는 앞에서 다시 실험이 행해졌고, 펠릭스 케르보스는 영계를 향해 “발진”하였다. 그리고 극적인 상황 끝에 펠릭스는 다시 돌아오는데 성공했다. 사람이 사후 세계를 방문했다가 다시 돌아올 수 있다는 것이 공식적으로 인정받았으며, 영계 지도가 작성되기 시작했다.

## 등장인물
- 프랑시스 라조르박 (죽은 사람)
  - 등장 : 《타나토노트》, 《신》

라울 라조르박의 아버지이자 〈죽음에 관한 한 연구〉의 저자이다. 그는 자신의 논문만을 남긴 채 스스로 목숨을 끊었는데, 그 이유는 알 수 없고 연구 도중 무언가 획기적인 것을 발견했기 때문이라고 생각된다. 그의 아들 라울 라조르박으로 하여금 타나토노트들의 서사시를 이어가도록 한 원동력이 된다.
- 미카엘 팽송
  - 등장 : 《타나토노트》, 《천사들의 제국》, 《신》

소설의 주인공이자 화자. 본 직업은 마취 전문의로 영계 탐사의 선구자이다.

- 라울 라조르박
  - 등장 : 《타나토노트》, 《천사들의 제국》, 《신》

소설의 또 다른 주인공. 본 직업은 생물학자로 영계 탐사의 선구자이다. 소설의 제목이기도 한 타나토노트라는 말을 처음 창시했다.

- 아망딘 발뤼스
  - 등장 : 《타나토노트》

본 직업은 간호사로 영계 탐사의 선구자이다. 한 번 이상 영계에 다녀온 적이 있는 타나토노트들과만 성관계를 해 준다. 라울 라조르박의 아내이자 팽프레넬 라조르박의 어머니.
참고사항 : 아망딘 발뤼스의 환생인 러시아인 따찌야나 멘델레예프가 후속작 《천사들의 제국》에 등장한다.
- 펠릭스 케르보스
  - 등장 : 《타나토노트》

최초의 타나토노트로 본래는 살인죄로 감옥에 수금되어 있던 자이다. 영계 탐사를 지원하던 프랑스 대통령으로부터 그 공적을 인정받아 죄를 씻어내고 새 사람으로 돌아온다. 부와 명성을 얻고 난 뒤 영계 탐사를 하다가 자살한다.
참고사항 : 펠릭스 케르보스의 환생인 러시아인 이고르 체홉이 후속작《천사들의 제국》에 미카엘 팽송의 의뢰인으로 등장한다. 또한 그의 환생인 크레타인 테오팀이 후속작 《신》에 등장한다.
- 장 뤼생데르
  - 등장 : 《타나토노트》

프랑스 공화국의 대통령. 사고로 인해 목숨을 거의 잃었는데, 의사들이 법을 무시하고 그를 강제적으로 살려냄으로써 비공식적인 프랑스의 첫 타나토노트가 되었다. 이후 라울 라조르박의 영계 탐사를 적극적으로 지원하고, 뷔트 쇼몽 타나토노트룸을 설립하여 대통령 직속기관으로 둔다.

- 로즈 솔랄(후에 로즈 팽송)
  - 등장 : 《타나토노트》

천체물리학자. 미카엘 팽송의 아내이자 프레데릭 마르셀 팽송의 어머니.

- 프레디 메예르
  - 등장 : 《타나토노트》《천사들의 제국》《신》

장님이자 유대교 라비, 영계 탐사의 선구자이다. 동시에 단체로 타나토노트들이 비상한 후, 그 생명줄을 서로 엮는 방법을 최초로 도입하여 영계탐사에 큰 도움이 된다. 종교분쟁으로 인한 영계 탐사 암흑기에 살해당한다.

- 스테파니아 키켈리
  - 등장 : 《타나토노트》

최초의 여성 타나토노트로 영계를 탐사하는 프로젝트에 종교적 방법을 최초로 도입한다. 후일 영계 탐사가 발전하여 영계 관광이 대중화되고 카르마의 법칙이 알려짐으로서 사람들이 착하게 살려고만 하게 되는데, 이에 염증을 느낀 스테파니아 키켈리는 '검은 군대'를 창시한다.

- 장 브레송
  - 등장 : 《타나토노트》

프랑스인 타나토노트.

- 빌리 그레이엄
  - 등장 : 《타나토노트》

영국인 타나토노트.

- 나딘 켄트
  - 등장 : 《타나토노트》《신》

전생에 미카엘 팽송과 혼인하였으나 유전적인 불행으로 아이를 갖지 못하였다. 전생에 이루지 못한 카르마가 이월되어 미카엘과 연인이 될 운명이었음을 천사 사마엘이 라울 라조르박에게 알려주고 미카엘 팽송에게 전해지지만, 미카엘이 카르마에 속박되기를 거부함으로써 이별한다.
참고사항 : 그 후 《타나토노트》에 더 이상 등장하지 않다가, 《신》에서 아에덴의 혼성괴물인 말 못하는 커롭으로 재등장한다.

## 영계의 모습
- 이륙
- 생명징후의 일체소멸
- 코마 상태
- 이승을 벗어남
- 우주 속을 18분간 비행
- 수천 킬로미터의 직경의 자전하는 거대한 빛의 동그라미
- 빛의 기슭, 제1구역
- 제 1천계

쳥색 천계 (하늘색에서 파랑, 청록색, 남색으로 점점 변해감.)
위치 : 코마 플러스 18분
특징 : 매혹적, 빛의 유혹.
경계 : <모흐1>
- 제 2천계

흑색 천계
위치 : 코마 플러스 21분
특징 : 어둠, 공포, 흙, 추위, 고통스러운 기억들과의 싸움. 사자를 인도하는 빛은 여전히 존재하지만, 고통스런 기억들과 싸우느라 지친 사자들에게 보이지 않는다.
경계 : <모흐2>
- 제 3천계

적색 천계
위치 : 코마 플러스 24분 이후
특징 : 기쁨, 불, 따뜻함과 습기, 자기 자신의 은밀한 성적 욕망과의 대면. 자기 자신의 내밀한 곳에서부터 나온 성적 욕망들을 외면해서는 안 되며, 너무 오래 머물러서도 안 된다.
경계 : <모흐3>
- 제 4천계

주황색 천계
위치 : 코마 플러스 27분 이후
특징 : 시간과의 싸움, 인내력 시험, 강한 바람. 이 천계에서는 사자들이 날아다니지 않으며, 오래전에 죽은 다른 영혼들과 대화를 나눌 수 있다. 기독교에서 연옥이라고 부르는 곳.
- 제 5천계

황색 천계
위치 : 적어도 코마 플러스 42분 이후
특징 : 열정과 힘, 무한한 능력, 절대지, 이치, 총체적인 삶의 의미. 이 천계에서는 사람들이 진리와 낙원을 목격하게 되는데, 내면 깊숙한 곳에 있던 질문들에 대한 답을 얻게 된다.
- 제 6천계

녹색 천계
위치 : 적어도 코마 플러스 49분 이후
특징 : 더할 나위 없는 미, 자신에 대한 혐오감, 자아 부정, 미의 환영.
- 제 7천계

백색 천계
위치 : 적어도 코마 플러스 52분 이후
특징 : 사자를 인도하는 빛의 근원, 사자들의 행렬, 천사들의 등장. 인간 이외의 다른 사자들이 등장하여, 진화 상태의 서로 다른 네 단계(광물, 식물, 동물, 인간)에 소속된 사자들이 줄을 지어간다. 영혼의 심판. 대단원.
- 황토색 빛 입구 : 환생이 결정된 영혼이 통과해야 하는 길. 지구로 통한다.
- 청색 빛 입구 : 천사들의 제국으로 통하는 길.

## 같이 보기
- 임사 체험(NDE)
- 유혹의 선 - 유사한 컨셉의 영화
  - 플랫라이너 - 리메이크 영화